# MarkLogic
Корпорація MarkLogic - американський програмний бізнес, який розробляє та забезпечує корпоративну базу даних NoSQL , також названу MarkLogic. Компанія була заснована в 2001 році і базується в Сан-Карлосі, Каліфорнія. MarkLogic - приватна компанія, що має понад 500 працівників  і має офіси в США, Європі, Азії та Австралії .
Компанія стверджує, що має понад 1000 клієнтів, серед яких Chevron, JPMorgan Chase, Erie Insurance Group, Johnson & Johnson та армія США.  Крім того, шість із першої десятки світових банків - клієнти MarkLogic.
У 2016 році Forrester Research визнала MarkLogic одним із дев'яти провідних постачальників баз даних NoSQL на ринку  та з’явилася у кількох звітах Gartner Magic Quadrant для операційних систем управління базами даних.  У 2017 році Gartner оцінив MarkLogic як «провидця» на ринку сховищ даних.

## Історія
MarkLogic вперше був названий Cerisent і був заснований у 2001 році  Крістофером Ліндбладом  який був головним архітектором пошукової системи Ultraseek в Infoseek , та Полом Педерсен, професором інформатики Корнельського університету та UCLA , та Франком R. Caufield,  Засновник Darwin Ventures,  для усунення недоліків у існуючих продуктах пошуку та даних. Продукт першої зосереджені на використанні XML документа стандарт розмітки і XQuery в якості стандартного запиту для доступу до колекції документів до сотень терабайт.
У 2009 році IDC згадував MarkLogic у звіті як одну з провідних компаній з інноваційного доступу до інформації з доходом менше 100 мільйонів доларів.
У травні 2012 року Гері Блум був призначений головним виконавчим директором.  Він обіймав керівні посади в корпорації Symantec , Veritas Software та Oracle . 

### Фінансування
Компанія MarkLogic отримала своє перше фінансування у розмірі 6 мільйонів доларів у 2002 році під керівництвом Sequoia Capital, після чого в червні 2004 року було здійснено інвестиції в розмірі 12 мільйонів доларів, на цей раз під керівництвом Lehman Brothers Venture Partners.  Компанія отримала додаткове фінансування у 15 мільйонів доларів у 2007 році від своїх існуючих інвесторів Sequoia та Lehman.  Ті ж інвестори заклали ще 12,5 мільйонів доларів в компанію в 2009 році.
12 квітня 2013 року MarkLogic отримав додаткові кошти в розмірі 25 мільйонів доларів, очолювані Sequoia Capital та Tenaya Capital.  12 травня 2015 року MarkLogic отримав додаткові фінансування в розмірі 102 мільйонів доларів на чолі з керуючою компанією Веллінгтон , за рахунок внесків від Arrowpoint Partners та існуючих підтримувачів, Sequoia Capital , Tenaya Capital і Northgate Capital. Це призвело до загального фінансування компанії до 173 мільйонів доларів і дало MarkLogic попередню оцінку грошей в 1 мільярд доларів.
NTT Data оголосив про стратегічну інвестицію в MarkLogic 31 травня 2017 року.

## Продукти
Продукт MarkLogic вважається багатомодельною базою даних NoSQL за його здатністю зберігати, керувати та шукати документи JSON та XML та семантичні дані ( RDF трійки ).

### Випускає
- 2001 - Cerisent XQE 1.0
- 2004 - Cerisent XQE 2.0
- 2005 - MarkLogic Server 3.0
- 2006 - MarkLogic Server 3.1
- 2007 - MarkLogic Server 3.2
- 2008 - MarkLogic Server 4.0
- 2009 - MarkLogic Server 4.1
- 2010 - MarkLogic Server 4.2
- 2011 - MarkLogic Server 5.0
- 2012 - MarkLogic Server 6.0
- 2013 - MarkLogic Server 7.0
- 2015 - MarkLogic Server 8.0: Можливість зберігання даних JSON та обробки даних за допомогою JavaScript. [13]
- 2017 - MarkLogic Server 9.0: інтеграція даних у реляційні та нереляційні дані.
- 2019 - MarkLogic Server 10.0

### Ліцензування та підтримка
MarkLogic - це власне програмне забезпечення , доступне за ліцензією безкоштовного програмного забезпечення для розробників або комерційною ліцензією "Essential Enterprise".  Ліцензії доступні від MarkLogic або безпосередньо з хмарних ринків, таких як Amazon Web Services та Microsoft Azure.

## Технологія
MarkLogic - це багатомодельна база даних NoSQL, яка перетворилася з коренів бази даних XML, щоб також зберігати документи JSON та трійки RDF для своєї семантичної моделі даних . Він використовує розподілену архітектуру, яка може обробляти сотні мільярдів документів і сотні терабайт даних. MarkLogic підтримує послідовність ACID для транзакцій і має модель безпеки сертифікації загальних критеріїв, високу доступність та відновлення після аварій. Він розроблений для локальної роботи в публічних або приватних хмарних обчислювальних середовищах, таких як Amazon Web Services.
База даних платформи баз даних MarkLogic Enterprise NoSQL використовується у видавничій, державній, фінансовій та інших галузях, у виробництві сотні масштабних систем. 